# Ctenitis falciculata
Ctenitis falciculata là một loài thực vật có mạch trong họ Dryopteridaceae. Loài này được (Raddi) Ching miêu tả khoa học đầu tiên năm 1940.